# Terasă (geologie)

Terase amenajate întro zonă montană

Terasa reprezintă o formă naturală sau antropică de modelare a terenului în trepte.

## Tipuri
Terasele naturale pot fi:
- de tip fluvial, constituite din aluviunile depuse trepat în procesul de adâncire a albiei unui curs de apă;
- de versanți, formate în urma mișcărilor tectonice și eroziunii, care sunt dispuse de-a lungul versanților văilor.

Terasele artificiale sunt lucrări hidrotehnice antierozionale executate pe terenurile în pantă, în scopul reducerii fenomenului de eroziune. Se cunosc următoarele tipuri de terase:
- terasele continui, realizate sub forma unor platforme neîntrerupte de-a lungul curbelor de nivel sau ușor înclinate față de curbele de nivel. Platforma poate fi orizontală, înclinată în sensul pantei sau contrapantă, cu lățime constantă sau variabilă. Taluzul poate fi consolidat, biologic sau mecanic, cu zid de sprijin. Se practică pe ternuri cu pante de peste 20%. Din categoria teraselor continui fac parte și terasele banchetă, alcătuite din platforme succesive, întrerupte de banchete înierbate, creând obstacole în calea apelor de scurgere.
- terasele individuale sunt destinate plantațiilor pomicole și se execută pe terenuri frământate, cu pante mari, au formă de pocoavă orizontală în jurul pomilor, sub protecția coroanelor. Taluzul din aval se consolidează cu iarbă sau piatră[1].